# Bokwang Phoenix Park
Bokwang Phoenix Park (kor. 보광 휘닉스 파크) – południowokoreański ośrodek narciarski położony w powiecie Pjongczang, w środkowej części prowincji Gangwon. Leży w pobliżu miejscowości Bongpyeong-myeon, w górach Taebaek, około 120 km na wschód od Seulu. Ośrodek powstał w 1995 roku, a w latach 2015-2017 został rozbudowany.
W 2016 roku rozegrano tu zawody Pucharu Świata w narciarstwie dowolnym. W 2018 roku będą tu rozgrywane konkurencje narciarstwa dowolnego i snowboardingu w ramach Zimowych Igrzysk Olimpijskich 2018 w Pjongczangu.

## Galeria

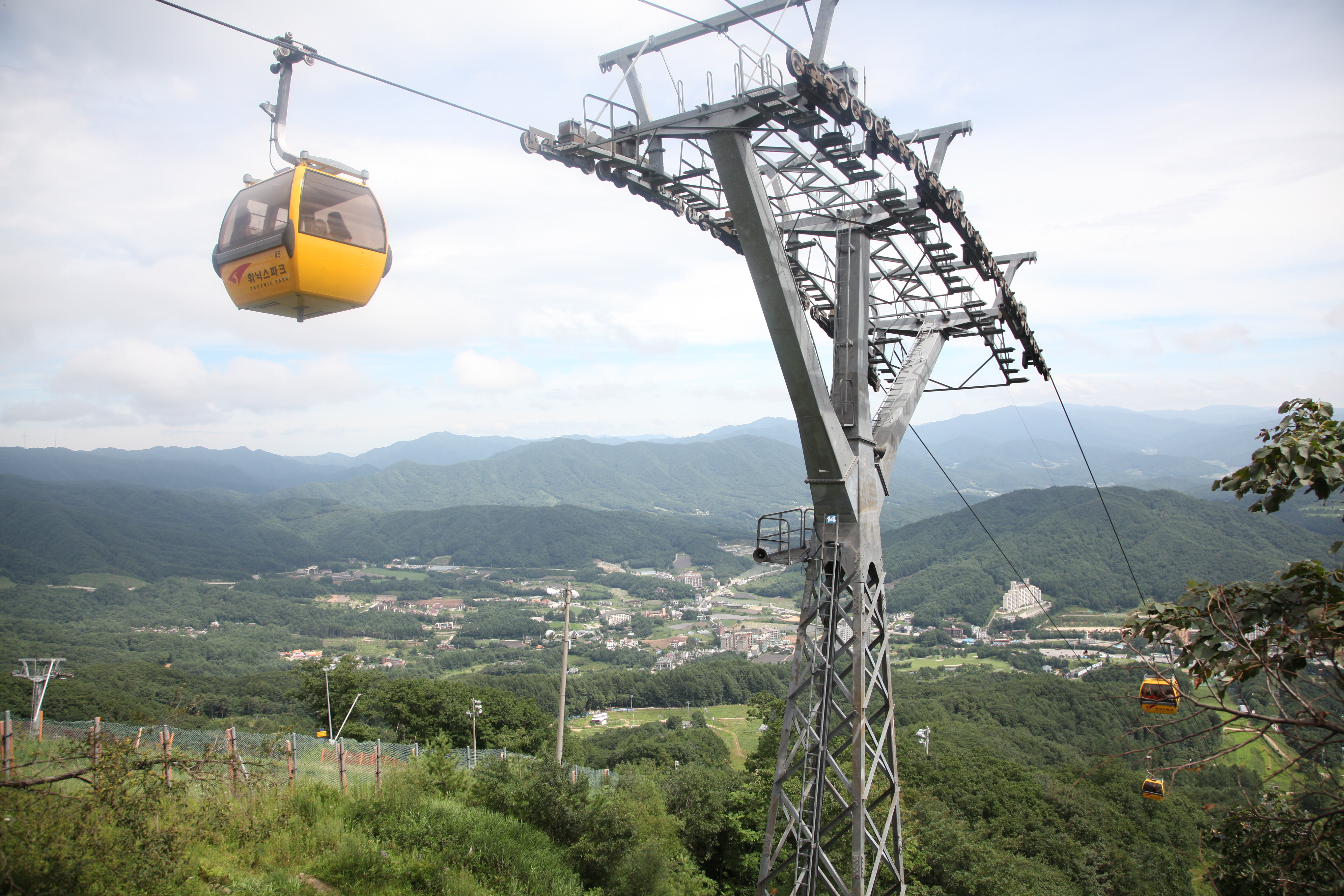
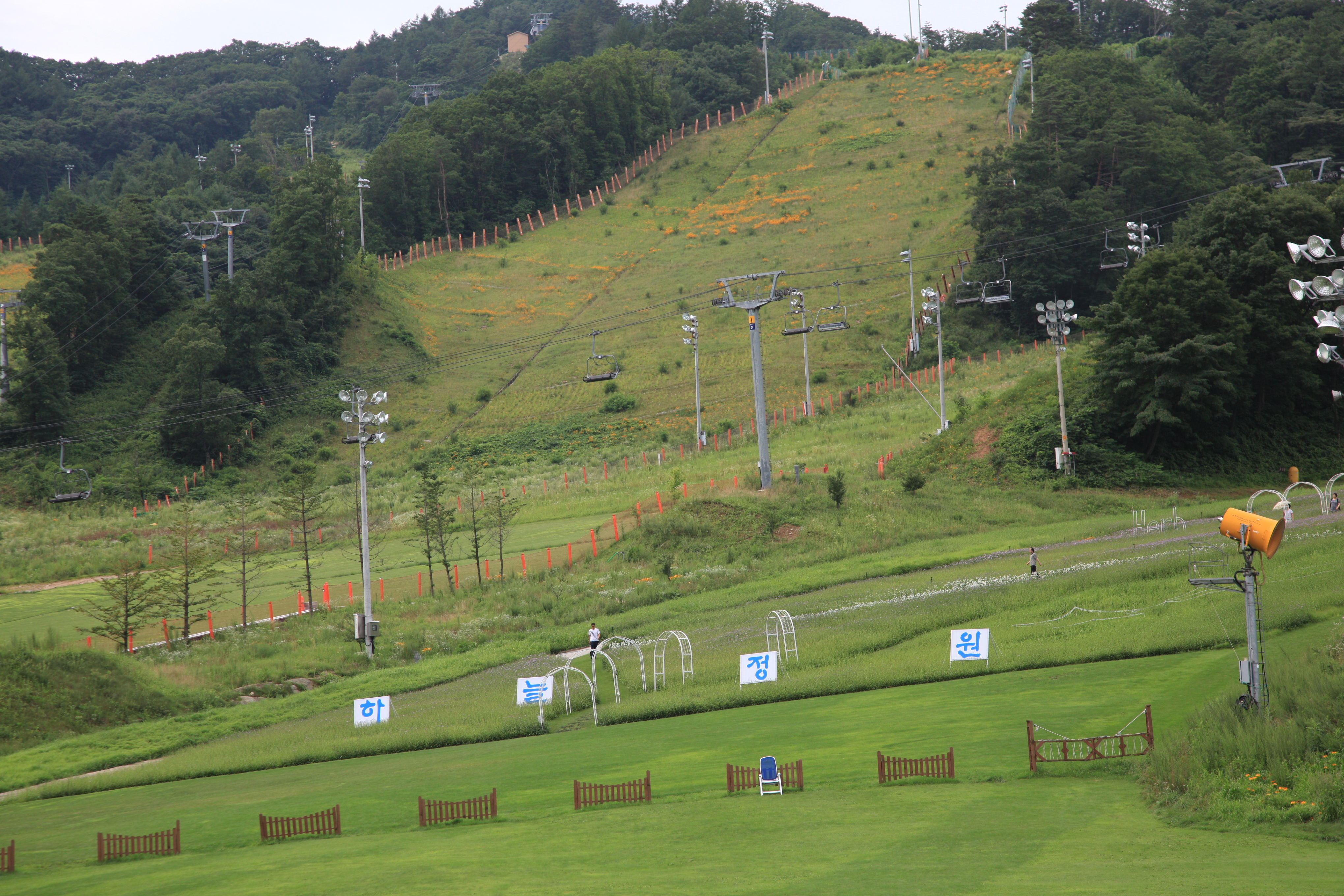
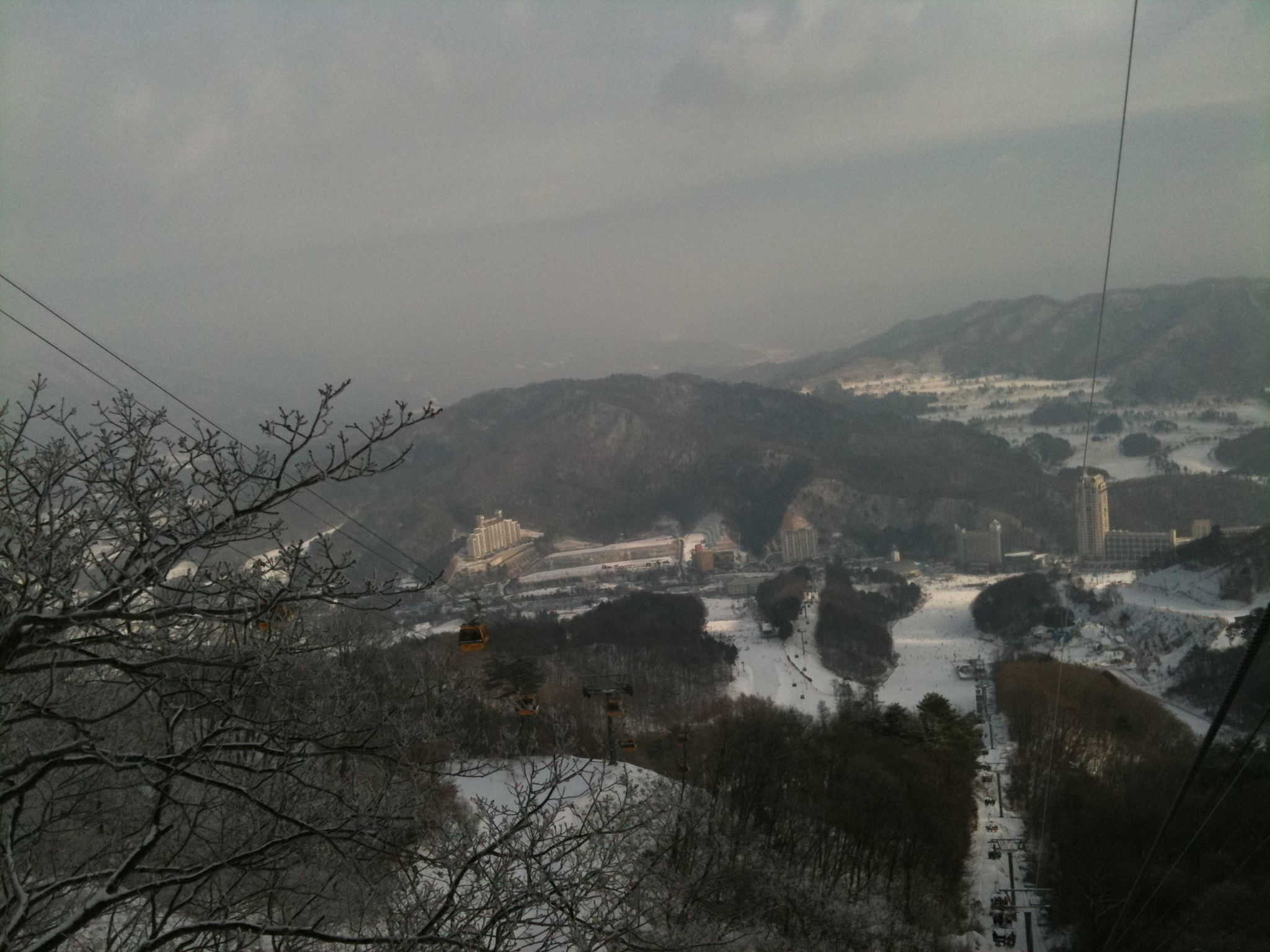
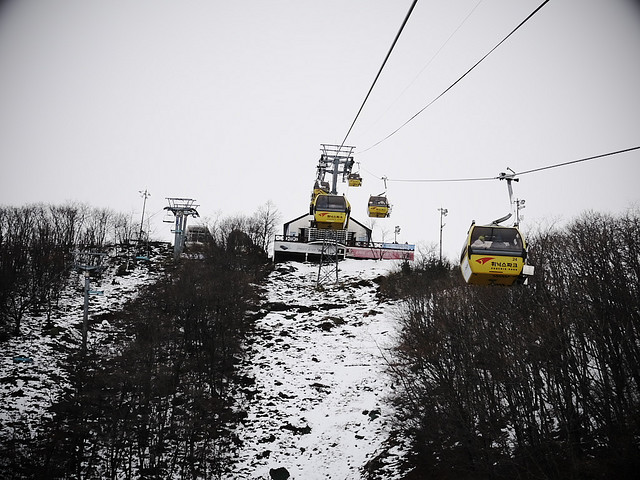